# 安娜-卡琳·卡默林
安娜-卡琳·卡默林（瑞典語：Anna-Karin Kammerling，1980年10月19日—），瑞典女子游泳运动员。她曾代表瑞典参加2000年、2004年和2008年夏季奥林匹克运动会游泳比赛，其中2000年奥运会获得一枚铜牌。